# Фрейдлис, Авигдор Юрьевич
Авигдор Юрьевич Фрейдлис (род. 14 августа 1969, Киев) — украинский актёр театра и кино, режиссер, театральный деятель, педагог, заслуженный артист Украины (2017), художественный руководитель, директор Еврейского музыкально-драматического театра имени Шолом-Алейхема.
Внук Моисея Исааковича Гольдблата — художественного руководителя Киевского и Биробиджанского Государственных еврейских театров, основателя и первого руководителя цыганского театра «Ромэн».

## Образование
- Ленинградский государственный институт театра, музыки и кино им. Н. Черкасова, специальность: актер театра и кино (1986—1988);
- Ленинградский государственный институт театра, музыки и кино им. Н. Черкасова, специальность: актер театра и кино (1989—1990);
- Ленинградский государственный институт театра, музыки и кино им. Н. Черкасова, специальность: режиссер драматического театра (1990—1992);
- Национальный университет Тель-Авив, Израиль, специальность: режиссер драматического театра (1992—1994).

## Отличия
- Награда Государственного комитета Украины по делам национальностей и миграции, 2005 г;
- Почетная грамота Министерства культуры и искусств Украины, 2005 г.;
- Благодарность Киевского городского головы, 2005
- Благодарность Председателя Днепровского районного в городе Киеве Совета, 2008 г. Почетная грамота Киевского городского председателя, 2008 г. Почетная грамота Национального союза театральных деятелей Украины, 2010 г.
- Благодарность Премьер-министра Украины, 2010 г.
- Грамота Верховной рады Украины (2015)

## Награды
- Гран-при Международного театрального фестиваля, Тарту, Эстония, 1991 г.;
- Первая премия Международного театрального фестиваля, г. Акко, Израиль, 1993 г.;
- Лауреат Второго Международного фестиваля театрального искусства «Блуждающие звезды», 2000 г., г. Киев;
- Лауреат Четвертого Международного фестиваля театрального искусства «Блуждающие звезды», 2002 г., г. Киев;
- Лауреат Седьмого Международного фестиваля этнических театров Украины и еврорегиона «Этно-диа-сфера», 2006 г., г. Мукачево;
- Заслуженный артист Украины (2017)[1].

## Режиссерские работы
- Шолом-Алейхем, «Поезд за счастьем»
- Н. Алони, «Невеста и ловец бабочек»
- З.Сагалов, «Марк Шагал. Седьмая свеча»
- В.Шендерович — «Небоскребы, небоскребы»
- Ф.Кривин, «Жестокие животные»
- Шолом-Алейхем, Т.Шевченко, «Смех, слёзы и любовь»
- А.Фридланд-Днепров, «Хаим из космоса»
- И.Башевис-Зингер, «Тойбеле»
- А.Фрейдлис по И.Башевису Зингеру, «Шоша»
- М.Шаевич по Шолом-Алейхему, «Царствие небесное»
- Б.Брехт, В.Гроссман, «Всё течёт — жизнь и судьба»
- С.Злотников, «Триптих для двоих»
- Б. Брехт, «Жена-Еврейка»
- А. Мордань, «Лист Ожидания»

и др.

## Театральные работы
- «Амадей» (П.Шеффер), роль Моцарта
- «Ромео и Джульетта» (В.Шекспир), роль Бенволио
- «Смех, слезы и любовь» (Шолом-Алейхем,Т.Шевченко)
- «Рай для двоих» (Е.Исаева)
- «Баядера» (И.Кальман), роль Луи-Филлипа
- «Невеста и ловец бабочек»
- «На рассвете» (О.Сандлер), роль Мишки Япончика
- «Царствие небесное» (М.Шаевич по Шолом-Алейхему)
- «Тойбеле» (И.Башевис-Зингер), роль Ребе
- «Руины» (Л.Украинка)
- «Поезд за счастьем» (Шолом-Алейхем), роль Менахем-Мендла
- «Небоскребы, небоскребы» (А. Фрейдлис по В.Шендеровичу), роль Гольдинера
- «Всё течет — жизнь и судьба» (Б. Брехт, В. Гроссман)
- «Шоша» (И.Башевис-Зингер), роль Арона Гредингера
- «Жена-еврейка» (Б. Брехт), роль Фрица

и др.

## Преподавательская деятельность
С 1994—1998 год педагог КГИТИ им. Карпенко-Карого

## Общественная деятельность
- Член Национального союза театральных деятелей Украины
- Член Национального союза деятелей искусств Израиля